# NASCAR Xfinity Series

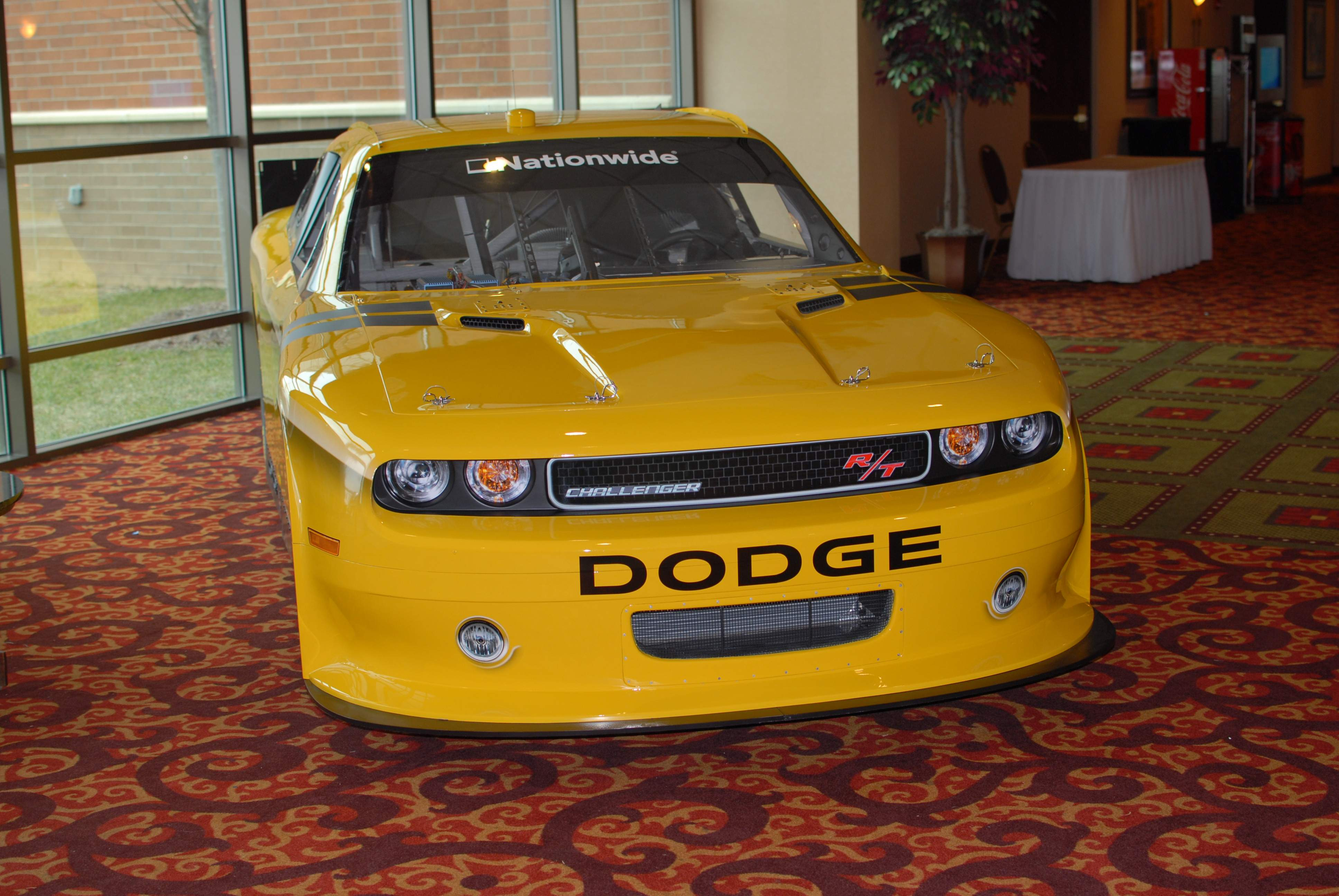
«Car of Tomorrow», стилізований під Dodge Challenger (2010)

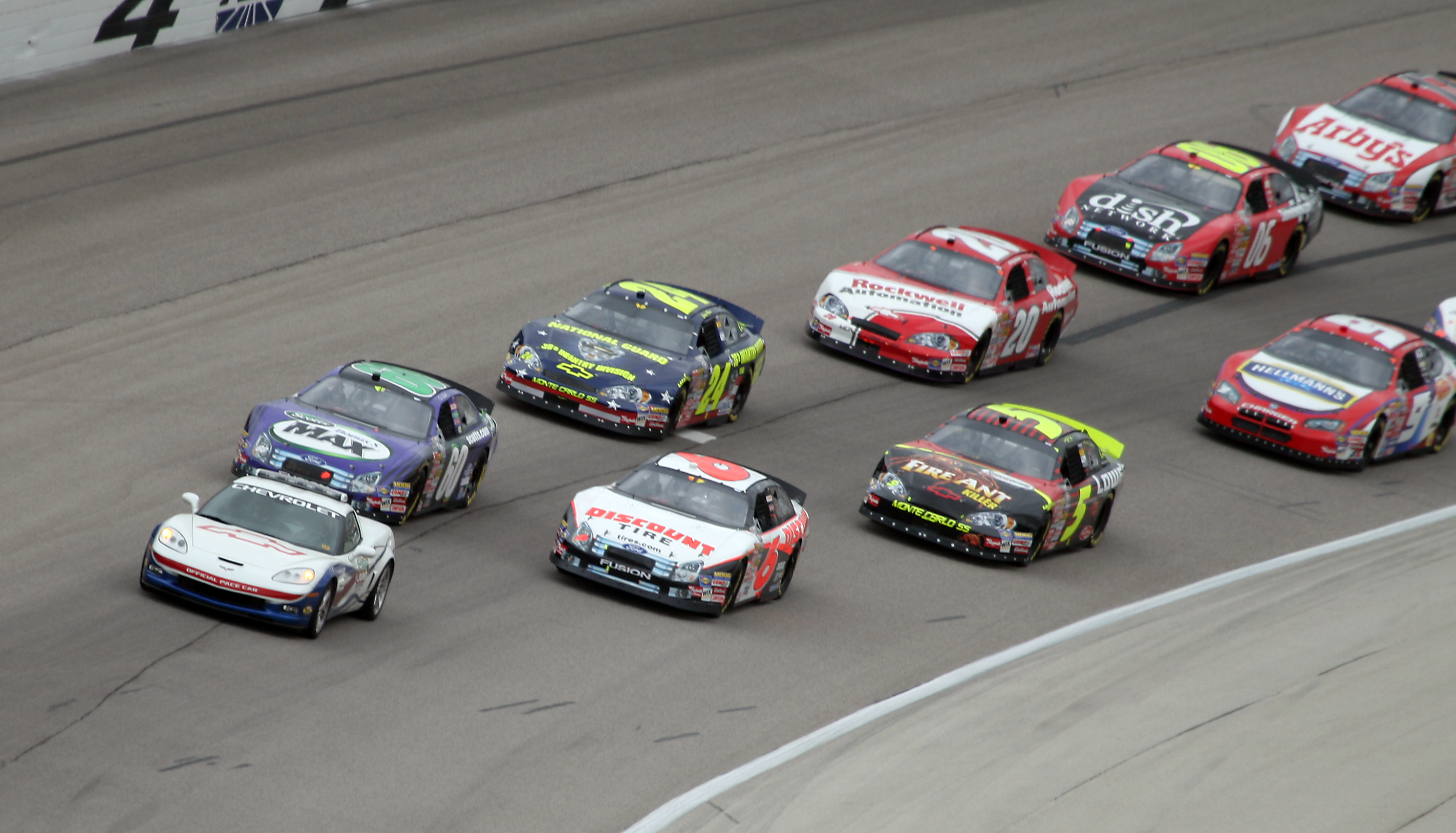
Перегони серії Busch (Техас, 2007)

NASCAR Xfinity Series (до 2015 року — NASCAR Nationwide Series) — друга за популярністю після NASCAR Cup Series) професійна серія перегонів NASCAR вищого дивізіону. Початкова назва серії — «Budweiser Late Model Sportsman Series» (1982—1983). У період з 1984 до 2003 року серія носила назву «Busch Grand National Series», а з 2003 до 2007 — «Busch Series».
Перший сезон серії було проведено у 1982 році і він складався з 29 перегонів. Перші перегони — «Goody's 300» виграв Дейл Ернхардт. Чемпіоном 1982 року став Джек Інгрем (Pontiac), що переміг у 7 перегонах, здобув 23 топ-5 та 24 топ-10. Автомобілі є дуже схожими до тих, що змагаються у «Sprint Cup». Актуальним (2021) чемпіоном є Деніел Гермік з команди «Joe Gibbs Racing».

## Історична довідка
Серія Xfinity є єдиною серією з трьох найвищих серій NASCAR, гонки у якій відбуваються також за межами США. Сезон є коротшим на декілька заїздів ніж у серії Sprint Cup і грошові винагороди є значно нижчими. Був період, коли частина пілотів серії «Sprint Cup» змагалась також у перегонах серії «Xfinity» (тоді ще знаної як «Busch») використовуючи їх як розігрів перед перегонами серії «Sprint Cup», які найчастіше проходили на тій же трасі наступного дня. Противники такої практики почали характеризувати таких гонщиків як «Buschwhackers». Спонсорування «Busch» закінчилось під кінець 2007 року і спонсором серії стала страхова компанія «Nationwide Insurance».
NASCAR Nationwide Series оприлюднила власний «Car of Tomorrow» (CoT) у липні 2010 року під час перегонів на треку «Daytona International Speedway». Перед остаточним запровадженням нового автомобіля в сезоні 2011 його випробували в Мічигані, Річмонді та Шарлотті. Nationwide CoT відрізняється від своїх відповідників зі Sprint Cup тими ж ознаками, що і попередні авто: аеродинамічним пакетом i корпусом. Однак найвидимішими змінами є різниця між автомобілями різних марок. Автомобілі було стилізовано на їх дорожні відповідники: Dodge Challenger, Chevrolet Camaro (Chevrolet Impala до 2012 року), Ford Mustang, Toyota Camry.
3 вересня 2014 року було оголошено, що компанія Comcast стає новим титульним спонсором серії, у результаті чого серія отримала назву Xfinity Series за назвою бренду кабельного телебачення та інтернету від компанії. У 2016, NASCAR уведено семизаїздну систему Чейза (англ. NASCAR Chase for the Championship) типу плей-оф, подібну до тієї, що запроваджена з 2014 року у NASCAR Sprint Cup Series.

## Специфікація серії
- Робочий об'єм і тип двигуна: 353,9 in³ (5,8 л), OHV, V8.
- Коробка передач: 4-ступінчаста, з ручним перемиканням.
- Маса: мінімальна (без водія) 1451 кг (3200 фунтів); мінімальна (з водієм) 1542 кг (3400 фунтів).
- Потужність двигуна: 650—700 к. с. (485—522 кВт) без обмежень, ≈450 к. с. (335 кВт) з обмеженням.
- Крутний момент: 700 Нм (520 фут•фунт)
- Пальне: 98 октановий неетильований бензин компанії Sunoco Inc.
- Місткість паливного бака: 18 галонів США (68 л).
- Спосіб подавання пального: карбюратор
- Ступінь стиску: 12:1
- Спосіб подавання повітря у двигун: натуральний (приплив повітря залежить лише від його тиску).
- Параметри карбюратора: 390 фут³/хв (184 л/с) 4-камерний.
- Міжосьова відстань (база): 2794 мм (110 дюймів)
- Механізм керма: підсилювач керма, черв'ячна передача.
- Шини: типу «слік» а також дощові від Goodyear
- Довжина: 5175 мм (203,75 дюймів).
- Ширина: 1905 мм (75 дюймів)
- Висота: 1295 мм (51 дюйм)
- Засоби безпеки: система HANS, 6-точкові ремені безпеки від фірми Willans.